# Сердца трёх (фильм)
«Сердца трёх» — российско-украинский приключенческий фильм режиссёра Владимира Попкова 1992 года, экранизация одноимённого романа Джека Лондона. Последний фильм, снятый в СССР.

## Сюжет
Молодой миллионер Фрэнсис Морган вместе с обанкротившимся дальним родственником Генри Морганом отправляется на поиски старинного клада племени майя. К ним решает присоединиться Леонсия Солано, к которой неравнодушны оба молодых человека.

## В ролях
- Алёна Хмельницкая — Леонсия Солано
- Владимир Шевельков — Фрэнсис Морган
- Сергей Жигунов — Генри Морган
- Рафаэль Котанджян — сеньор Альварес Торрес
- Гедиминас Гирдвайнис — Мариано Веркара, начальник полиции Сан-Антонио
- Пирет Мянгел[люкс.] — Акатава (озвучивает Анна Каменкова)
- Игорь Кваша — верховный жрец Бога Солнца
- Томас Кокоскир — Энрико Солано
- Константин Шафоренко — Алессандро Солано
- Х. Квициния — Рикардо Солано
- Сейдулла Молдаханов — Рудольфо
- Эрменгельд Коновалов — капитан Трефезен
- Альгимантас Масюлис — мистер Риган
- Юрий Критенко — мистер Беском, поверенный Френсиса
- Вадим Вильский — Паркер, камердинер
- Владимир Сошальский — Слепой Разбойник (Справедливый Судья)
- Мераб Боцвадзе — полицейский
- Виктор Демерташ — полицейский / советник вождя
- Сергей Пономаренко — полицейский
- Юрий Рудченко — Педро Зурита, полицейский
- А. Самар — Гильермо, полицейский
- Ким Ги Бон — отец Рудольфо
- Дмитрий Харатьян — лейтенант Парсонс, лётчик ВВС США
- Михаил Шевчук — Джонни
- Лиза Доля — Никойя
- Владимир Уан-Зо-Ли — китаец И-Пын
- Мария Капнист — старая сеньора Солано
- Артур Ли — Непреклонный
- Ирина Мельник — Мерседес
- Лев Окрент — судья города Сан-Антонио
- Борис Небиеридзе — Хосе Манчено, наёмный убийца
- Георгий Дворников — Блаженный
- Асанкул Куттубаев — эпизод
- Виктор Андриенко — индеец (нет в титрах)

## Съёмочная группа
- Режиссёр: Владимир Попков
- Второй режиссёр: Ольга Алексеева[1]
- Сценаристы: Олег Колесников, Роман Фурман
- Оператор: Павел Небера
- Композитор: Олег Кива
- Продюсер: Андрей Гречуха
- Художники: Сергей Бржестовский, Владимир Суботовский
- Звукорежиссёр: Богдан Михневич

## Производство
Свой роман «Сердца трёх» Джек Лондон изначально писал как сценарий для приключенческого фильма, но Голливуд обошёл вниманием его произведение. Экранизирован он был на киностудии имени А. Довженко 75 лет спустя, став последним фильмом, снятым в СССР.
В романе главные герои Фрэнсис и Генри — дальние родственники, очень похожие друг на друга и на своего общего предка — пирата Генри Моргана, поэтому режиссёр Владимир Попков прочил обе роли Олегу Меньшикову, но тот был занят в других проектах, и выбор пал на Сергея Жигунова и Владимира Шевелькова, прославившихся после телефильма «Гардемарины, вперёд!». Так как внешнего сходства, в отличие от книги, между "киношными" Морганами не прослеживалось, сюжетные линии на эту тему не включили в сценарий.
На роль Акатавы («та, что грезит») была взята эстонка Пирет Мянгел, девушка «с марсианской внешностью». Мянгел и вне съёмок, как отмечалось, напоминала поведением свою экранную героиню, так что в сцене покушения Акатавы Шевельков опасался, что актриса может действительно его заколоть кинжалом. Пирет Мянгел плохо говорила по-русски, поэтому её дублировала Анна Каменкова. Эпизодическую роль пожилой сеньоры Солано исполнила специально приглашённая актриса и потомственная дворянка Мария Капнист.
В фильме «Сердца трёх» были задействованы три «гардемарина»: Сергей Жигунов, Владимир Шевельков и Дмитрий Харатьян (последний — во второстепенной роли).

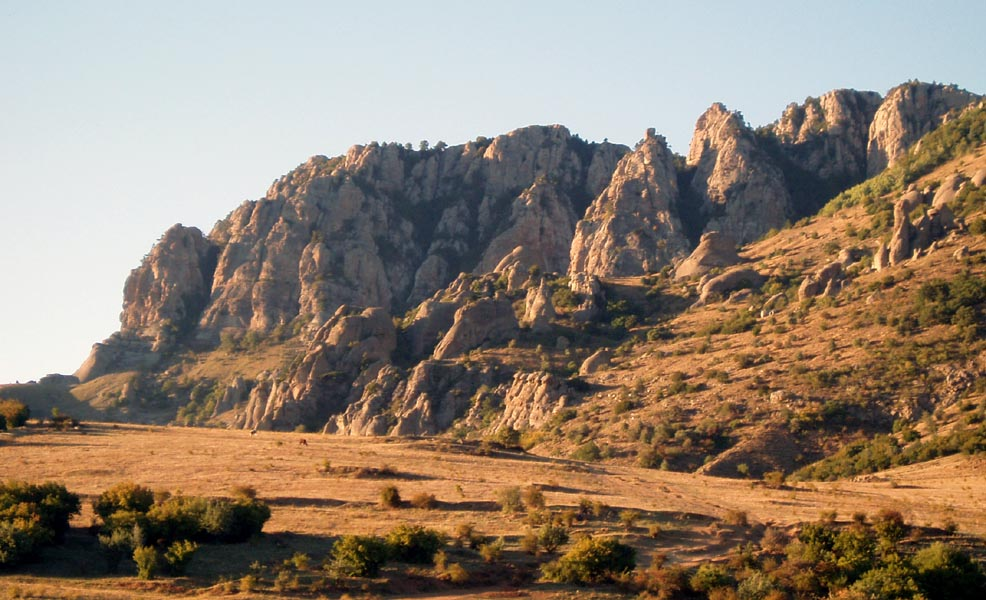
Долина привидений

Со съёмок в Индии съёмочная группа вернулась в новые государства — Украина и Российская Федерация, и лишилась государственного финансирования. Для завершения фильма пришлось взять в банке кредит миллион долларов; к счастью, кинолента окупилась в прокате. Продолжение фильма снимали в республике Адыгея на скале Галкина в гроте Череп и на плато Лаго-Наки.
Ряд сцен снимались в Долине Привидений (Крым): побег от жандармов и знакомство с индейцем Рудольфо прошли на руинах крепости Фуна — место вспыхнувших глаз Чиа. А поодаль, возле каменного хаоса, разместилась индейская деревушка.
Помимо киноверсии, состоящей из двух частей длительностью 103 и 115 минут, имеется также пятисерийная телеверсия.